# Krishna Mathoera
Krishnakoemarie « Krishna » Mathoera, née le 23 mai 1963, est une femme politique du Suriname, députée, ministre depuis 2020. 
Officier supérieure de la police surinamaise, elle passe à la vie politique en 2015. Devenue membre de l'Assemblée nationale du Suriname pour le Parti progressiste de la réforme (VHP), réélue en 2020, Krishna Mathoera est nommée le 16 juillet 2020 ministre de la Défense.

## Biographie

### Formation, carrière dans la fonction publique
Krishnakoemarie Mathoera naît le 23 mai 1963. Elle entre dans la fonction publique vers 1980 lorsqu'elle intègre la police du Suriname. Elle sert dans ce corps pendant 34 ans. Pendant cette période, elle est désignée pour être représentante du Suriname auprès de la Commission interaméricaine de lutte contre l'abus des drogues à partir de 2010, pour une durée de cinq ans. À son départ de ce poste en 2015, elle décide de se présenter aux élections législatives.
Entretemps, en 2011, Krishna Mathoera obtient un Master en administration publique à l'Institut d'études sociales FHR Lim A Po de Paramaribo,.

### Début de carrière politique, députée
S'étant présentée pour le Parti progressiste de la réforme (VHP), Krishna Mathoera est élue députée, membre de l'Assemblée nationale du Suriname.
La loi et l'ordre représentent l'essentiel de ses objectifs politiques. Elle pense qu'une plus grande partie du budget national devrait être consacrée à l'application de la loi.  Son estimation personnelle est que le produit et le trafic des drogues illicites contribue pour environ un milliard de dollars à l'économie du Suriname car elle estime que seulement 20% environ des drogues de contrebande sont interceptées par la police.
Elle voudrait restaurer l'économie du pays. Elle observe qu'entre 2010 et 2020, la valeur de 2000 dollars du Suriname en dollars américains est passée de 714 dollars à 142 dollars, ce qui abaisse le pouvoir d'achat de chaque citoyen. La baisse du taux de change affecte considérablement le poids de l'importante dette nationale. La dette actuelle par habitant est de 5 480,34 dollars, mais avec le taux de change réduit, cela se traduit par une dette, par habitant, de 78 120 SRD.

### Élections générales de 2020, ministre de la Défense
Krishna Mathoera est très satisfaite de voir le taux élevé de participation aux élections législatives surinamaises de 2020 ; même pour les électeurs qui sont là dès 6h30 du matin, il leur faut plusieurs heures d'attente pour finir d'accomplir leur procédure de vote. Elle est largement réélue aux élections de 2020 en tant que chef du Parti progressiste de la réforme à Paramaribo, et est l'une des sept membres élus du parti VHP de Paramaribo. Le 16 juillet 2020, elle devient ministre de la Défense dans le gouvernement constitué par le nouveau président Chan Santokhi,.